# Phrynobatrachus scheffleri
Phrynobatrachus scheffleri es una especie de anfibio anuro de la familia Phrynobatrachidae.

## Distribución geográfica
Esta especie se encuentra en Kenia, Tanzania y Uganda. 
Habita desde el nivel del mar hasta 1650 m s. n. m.

## Etimología
Esta especie lleva el nombre en honor a Georg Scheffler.

## Publicación original
- Nieden, 1911 "1910" : Neue ostafrikanische Frösche aus dem Kgl. Zool. Museum in Berlin. Sitzungsberichte der Gesellschaft Naturforschender Freunde zu Berlin, vol. 1910, p. 436-441[4]